# Edwin Zoetebier
Eduard « Edwin » Zoetebier (né le 7 mai 1970 à Purmerend) est un ancien gardien de but de football néerlandais.
Il est entraîneur des gardiens au FC Volendam depuis sa retraite en 2008.

## Palmarès

### Avec le Feyenoord Rotterdam
- Champion des Pays-Bas en 1999
- Vainqueur de la Supercoupe des Pays-Bas de football en 1999
- Vainqueur de la Coupe UEFA en 2002
- Finaliste de la Supercoupe de l'UEFA en 2002

### Avec le PSV Eindhoven
- Vainqueur de la Coupe des Pays-Bas de football en 2005

### Distinctions personnelles
- Meilleur gardien du Championnat des Pays-Bas de football en 2002[1]